# École supérieure d'ostéopathie
 (septembre 2012).
Si vous disposez d'ouvrages ou d'articles de référence ou si vous connaissez des sites web de qualité traitant du thème abordé ici, merci de compléter l'article en donnant les références utiles à sa vérifiabilité et en les liant à la section « Notes et références ».
Pour les articles homonymes, voir ESO.
L'école supérieure d'ostéopathie (ESO Paris) est un établissement privé d'enseignement supérieur d'ostéopathie fondée en 1990 et délivrant un cursus de 5 ans. La formation se déroule selon les recommandations de l'Organisation mondiale de la santé. L'établissement est enregistré auprès du rectorat de l’Académie de Créteil et agréé par le Ministère de la Santé (arrêté du 9 août 2007).
L'école est située sur la Cité Descartes, sur le Campus de Marne-la-Vallée. 
Le 20 aout 2021 l'ESO obtient le renouvellement de son agrément délivré par le ministère de la santé.
Sur le plan international elle est partenaire de l’American Academy of Osteopathy, membre de l’Osteopathic International Alliance (OIA) regroupant les établissements aux normes de formation recommandées par l’OMS et lauréate de la Charte Universitaire Erasmus.[réf. nécessaire]